# Cupom
Cupom de juros ou simplesmente cupom de títulos é um termo utilizado no mercado financeiro, no âmbito da renda fixa, que significa a taxa de juros anual prefixada paga sobre o valor nominal de um título ou securitização. Ele é utilizado como uma ferramenta pelos emissores, com o objetivo de tornar os títulos de médio e longo prazo atrativos, através de geração de fluxo de caixa que melhora a Taxa Mínima de Atratividade do investimento. Em uma simplificação, considera-se que quando o juro de mercado do título ou securitização está acima do cupom, diz-se que ele está sendo negociado com um prêmio. Se está abaixo, diz-se que ele está sendo negociado com desconto.

## Etimologia
O termo cupom vem do francês, coupon, que significa literalmente "uma parte cortada em um papel" ou "um vinco em papel". Esta definição remete ao tempo em que os títulos públicos e privados eram impressos em papel e possuíam pequenas tiras que eram destacadas e trocadas pelo equivalente em dinheiro aos juros. Hoje os títulos não são mais físicos, mas o termo continuou a ser usado.

## O Cupom de Juros nos Títulos Públicos Federais
Dentre os títulos públicos federais, apenas as notas do tesouro nacional possuem cupons, sendo que são ofertadas ao público apenas as notas das séries B, C e F, normalmente chamadas através das siglas NTN-B, NTN-C e NTN-F. A diferença entre elas é exatamente o valor nominal sobre qual a taxa de juros é aplicada. As NTN-B e da NTN-C são títulos pós-fixados, que pagam cupons de juros semestrais sobre valores nominais que são atualizados mensalmente por índices de inflação, sendo que a primeira é atualizada através do Índice de Preços ao Consumidor Amplo (IPCA) e a segunda pelo Índice Geral de Preços - Mercado (IGP-M). A NTN-F é um título prefixado que também paga cupom de juros semestrais, porém estes incidem sobre um valor nominal fixo de R$1000,00.